# Número primo supersingular (teoría algebraica de números)
En teoría de números algebraicos, un número primo supersingular para un curva elíptica dada es un número primo con cierta relación con esa curva. Si la curva E está definida sobre los números racionales, entonces un número primo p es supersingular para E si la reducción de E módulo p es una curva elíptica supersingular sobre el cuerpo residual Fp.
Noam Elkies demostró que toda curva elíptica sobre los números racionales tiene infinitos números primos supersingulares. Sin embargo, el conjunto de los primos supersingulares tiene densidad asintótica cero (si E no tiene multiplicación compleja).Lang y Trotter (1976) conjeturó que el número de primos supersingulares menores que un límite X está dentro de un múltiplo constante de {\displaystyle {\frac {\sqrt {X}}{\ln X}}}, utilizando heurísticas que involucran la distribución de valores propios del endomorfismo de Frobenius. A partir de 2019, esta conjetura está abierta.
De forma más general, si K es un cuerpo global cualquiera, es decir, un grado de extensión de un cuerpo de Q o de Fp(t), y A es una variedad abeliana definida sobre K, entonces un primo supersingular {\displaystyle {\mathfrak {p}}} para A es una posición finita de K tal que la reducción de A módulo {\displaystyle {\mathfrak {p}}} es una variedad abeliana supersingular.